# Азотнокислые окислители
Азотнокислые окислители — категория компонентов долгохранимого жидкого ракетного топлива, используемых в качестве окислителя, основным компонентом которых является азотная кислота. Применяются в боевых ракетах, космических ракетах-носителях и на космических аппаратах, где применение жидкого кислорода невозможно или нецелесообразно из-за его испарения.
Наиболее распространённый азотнокислый окислитель в России (в СССР) — АК-27И, представляющий собой раствор («меланж») 27 % (по весу) азотного тетраоксида (АТ, N2O4) в азотной кислоте (АК, HNO3) с добавлением ингибитора коррозии — кристаллического иода. Кроме советских ракетных комплексов, использовался также в китайских боевых ракетах и первых ракетах-носителях в 1960—1970-е годы.
В советских зенитно-ракетных комплексах применялся также окислитель АК-20И, отличавшийся меньшим содержанием АТ (20 %), что давало увеличение плотности и расширение диапазона температур эксплуатации, но снижало удельный импульс. В США также использовались растворы АТ в АК с концентрацией АТ около 14 %, под названием «красная дымящая азотная кислота», или RFNA.
Такая смесь превосходит по эксплуатационным свойствам и удельному импульсу чистую азотную кислоту, но, в итоге, окислители типа АК-27И были вытеснены чистым азотным тетраоксидом, так как он обеспечивал более высокий удельный импульс, а высокая температура замерзания АТ парировалась термостатированием боевых ракет в шахтах либо подогревом АТ перед заправкой ракет-носителей (например, Протон).
Применение азотнокислотных окислителей в боевых ракетных комплексах позволяло их держать в заправленном состоянии длительное время, в случае ампулизации — весь срок службы. Сейчас, однако, применение азотнокислых окислителей в боевых ракетах производства СССР в РФ сохранилось очень ограниченно (до настоящего времени в КР Х-22). Массовое применение сохранилось преимущественно только в странах третьего мира, эксплуатирующих клоны ракет типа Scud (Р-11 и Р-17) — остальные перешли на использование смесевого твёрдого топлива, как в баллистических ракетах, так и в ЗУР. Чистый азотный тетраоксид используется, в основном, в двигательных установках космических аппаратов.

## Составы
- АК27И: 69,8–70,2 % HNO3, 24-28 % N2O4, ингибитор I — 0,12-0,16 %, H2O — 1,3-2,0 %[1]
- АК27П: 69,5 % HNO3, 24-28 % N2O4, 0,3-0,55 % HF, 0,05-0,15 % H3PO4, до 1,4 % H2O[2]
- АК-20: 80% HNO3, 20 % N2O4
- АК20И: 72,9 % HNO3, 17,5-22,5 % N2O4, 0,15-0,25 % ингибитор I, до 0,04 % Al2O3, 3,3-4,3 % H2O
- АК20К: 73% HNO3, 17,5-22,5 % N2O4, 0,5-0,75 % HF, 1,0-1,3 % H3PO4, 2,1 % H2O
- АК20Ф: 73,5 % HNO3, 17,5-22,5 % N2O4, 0,5-0,8 % HF, 0,8-1,1 % H3PO4, 1,2-2,8 % H2O
- АК20Иi: 69,8 % HNO3, 24-28 % N2O4, 0,12-0,16 % ингибитор I, до 0,03 % Al2O3, до 1,7 % H2O
- IRFNA IIIa: 83,4 % HNO3, 14 % NO2, 2 % H2O, 0,6 % HF
- IRFNA IV HDA: 54,3 % HNO3, 44 % NO2, 1 % H2O, 0,7 % HF
- S-Stoff: 90-97 % HNO3, 3-10 % H2SO4 или FeCl3
- SV-Stoff (Salbei): 94% HNO3, 6 % N2O4